# 특별자치도
특별자치도(特別自治道, 영어: Special Self-Governing Province (제주) / State (강원·전북))는 대한민국의 행정 구역으로, 도하고 기능적으로는 거의 동일하지만 지방 자치법에 의거한 상급 지방 자치 단체로 정부가 직할하며, 법률에 의거하여 자치권이 보장된 도(道) 단위의 행정 구역으로, 고도의 자치권이 보장되는 것은 물론이자, 중앙정부로부터 다양한 재정 지원을 받게 된다.
| 특별자치도     | 행정 구역 | 도청 소재지 | 면적         | 설치일          | 비고 |
| -------------- | --------- | ----------- | ------------ | --------------- | ---- |
| 제주특별자치도 | 2행정시   | 제주시      | 1,850.3 km2  | 2006년 7월 1일  |      |
| 강원특별자치도 | 7시 11군  | 춘천시      | 16,829.7 km2 | 2023년 6월 11일 |      |
| 전북특별자치도 | 6시 8군   | 전주시      | 8,073.2 km2  | 2024년 1월 18일 |      |

## 설치 근거
- 지방자치법[1]

## 제주특별자치도
제주특별자치도는 제주특별자치도지사 직속의 자치경찰단, 도로기획단, 보훈청, 한라산국립공원 등 거의 대부분의 관리권을 가지고 있다. 다만 치안 관련 업무는 행정안전부 산하 지방경찰청급 제주특별자치도경찰청하고 기타 치안 관련 업무 기관이 양분되거나 다른 시도의 권한하고 동일하게 존재한다. 또한 제주특별자치도는 산하에 기초지방자치단체 대신 행정시를 두며, 행정시의 시장은 민선이 아닌 관선으로 제주특별자치도지사가 임명한다.

## 강원특별자치도, 전북특별자치도
강원특별자치도와 전북특별자치도는 행정시만을 두고 있는 제주특별자치도하고는 달리 기초지방자치단체(시/군)의 자치 권한이 기존 그대로 유지된다.

## 같이 보기
- 행정시
- 대한민국의 도